# Melipotis bistriga
Melipotis bistriga är en fjärilsart som beskrevs av Walker 1857. Melipotis bistriga ingår i släktet Melipotis och familjen nattflyn. Inga underarter finns listade i Catalogue of Life.